# 혹성탈출: 최후의 생존자
《혹성탈출: 최후의 생존자》(영어: Battle for the Planet of the Apes)는 1973년에 공개된 미국의 영화이다.《혹성탈출 영화 시리즈》중 하나이다.

## 주연
- 로디 맥도웰 씨저 역
- 클로드 앳킨스 알도 장군 역
- 나탈리 트런디 리사 역